# Nomenclàtor mundial
|  | Per a altres significats, vegeu «Nomenclàtor (desambiguació)». |

El Nomenclàtor mundial és un recull de noms i topònims d'arreu del món, en català, editat l'any 2022 per la Generalitat de Catalunya en col·laboració amb l'Institut d'Estudis Catalans. Està basat en el Corpus d’Exotopònims, que es va iniciar l’any 2016. S'hi poden consultar les grafies dels topònims dels noms de ciutats i països de tot el món. És una obra de caràcter general que consta d'un total de 8.500 entrades de més de 200 països de tot el món, en les que s'han inclòs els noms més comuns i els d’ús més habitual tal com són coneguts en els països de parla catalana. Aquesta nova eina conté, a part dels topònims de l'àrea catalana, els exònims, és a dir, la versió catalana dels topònims estrangers, i es pot consultar en el Portal de Recursos Lingüístics de l’Institut d’Estudis Catalans (IEC), el cercador de mots i expressions de l’IEC, guardonat amb el Premi Pompeu Fabra 2022 dintre de la categoria de Comunicació i Noves Tecnologies. El Nomenclàtor mundial va ser presentat oficialment el 15 de desembre de 2022 a la seu de l'Institut d’Estudis Catalans.